# Krumnosig havsnål
Krumnosig havsnål (Nerophis lumbriciformis) en art av familjen kantnålsfiskar.

## Utseende
Den krumnosiga havsnålen är en långsträckt, rörformad fisk som saknar fjäll, och i stället har kroppen klädd med benplattor. Den är brunbeige till mörkröd i färgen, och har ett snirklat mönster i mörkare brunt och beige på huvudet. Nosen är kort och uppåtböjd, vilket skiljer den från övriga förekommande kantnålsfiskar i svenska vatten. Den saknar bröst- och stjärtfenor och har endast en ryggfena (till skillnad från kantnålarna, som har alla slagen av fenor). Ungfiskar har dock bröstfenor. Anus mynnar under den främre delen av ryggfenan (till skillnad från vad som är fallet hos den större havsnålen). Den krumnosiga havsnålen blir upp till 17 centimeter lång för honor, 15 centimeter för hanar. Till skillnad från kantnålarna (släkte Syngnathus), och i likhet med övriga havsnålar (släkten Entelurus och Nerophis), har hanen ingen egentlig yngelpåse på buken utan bär äggen fastklibbade direkt på buken.

## Utbredning
Den krumnosiga havsnålen finns från Marocko norrut längs europeiska kontinentens atlantkust upp till Brittiska öarna. Förekommer också från södra Norge till Öresund, men är generellt begränsad till den norra halvan av detta område. I svenska vatten är arten sparsamt förekommande.

## Vanor
Den lever i kustnära tång- och bandtångbälten och på stenbotten ner till omkring 30 meters djup. Liksom sjöhästarna använder den sitt smala snabelliknande munparti som en pipett, och suger i sig smådjur som fiskyngel och små kräftdjur .
Den leker under sommaren, varvid honan kan lägga upptill 400 ägg. Dessa fästs på flera hanar, i 3 till 4 rader under buken, omkring 100 ägg hos varje hane. De omkring 1 millimeter stora äggen kläcks efter omkring 4 veckor. Ynglen är pelagiska i ett par månader, men söker sig sedan till bottnen och tångbältet. Arten blir könsmogen vid 2 års ålder.

## Bilder

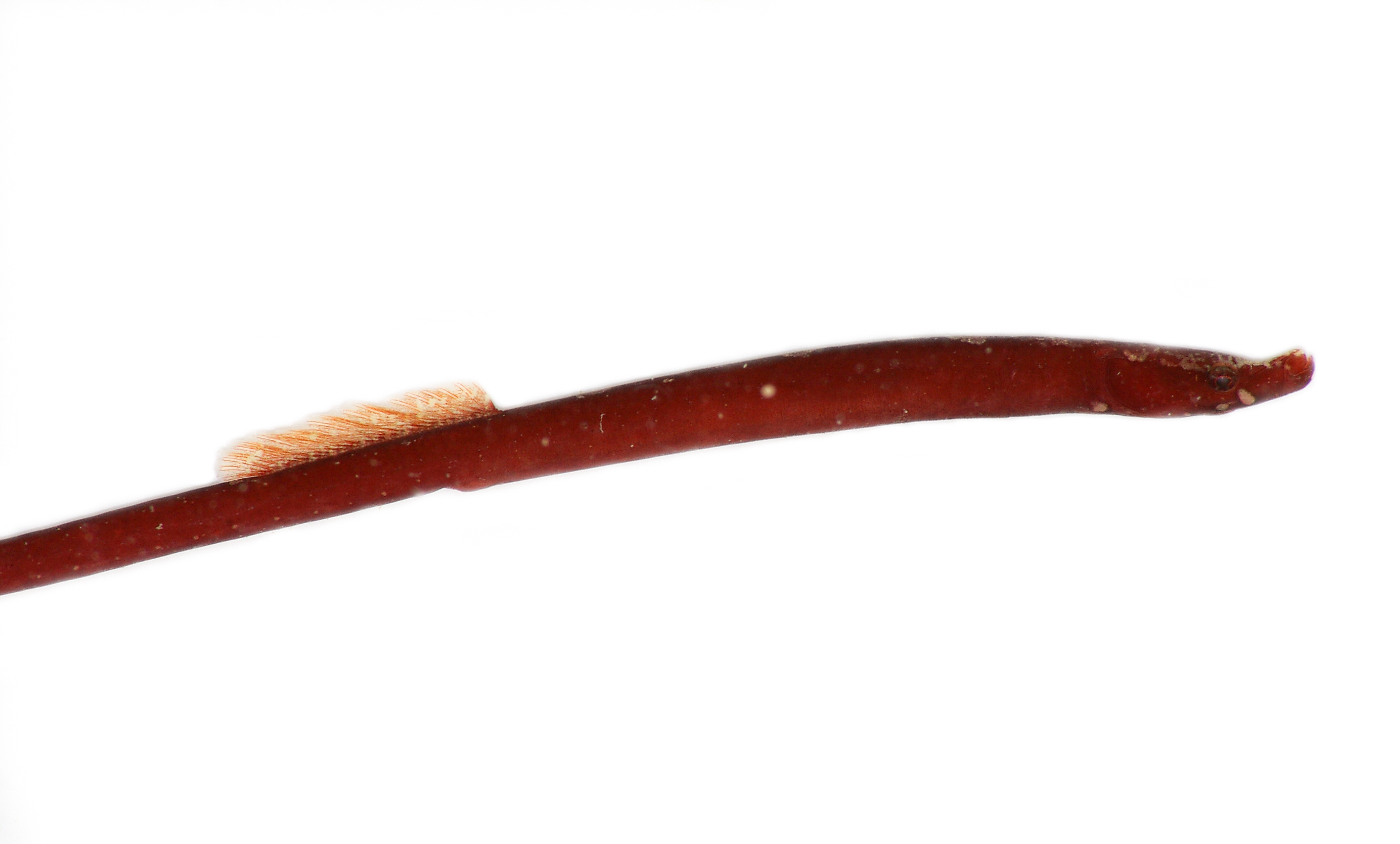
Krumnosig havsnål (Nerophis lumbriciformis) från Strömstad skärgård. Närbild på fiskens främre halva.